# Marco Moreno
Marco Moreno Pérez es un profesor de historia, analista político y docente chileno. Es investigador asociado de FLACSO y columnista e invitado recurrente programas de actualidad y política chilena Actualmente es director de la Escuela de Gobierno y Comunicaciones en la Facultad de Economía, Gobierno y Comunicaciones de la Universidad Central de Chile.
Egresó como licenciado en educación y profesor de historia en la Universidad Metropolitana de Ciencias de la Educación (ex-pedagógico). Posteriormente completó una maestría en ciencia política en la Universidad de Chile y un doctorado en filosofía. Ha sido profesor en las universidades de Chile, Diego Portales, Alberto Hurtado y Central de Chile y docente de la Escuela del Programa de las Naciones Unidas para el Desarrollo (PUND). Fue decano de la Facultad de Economía, Gobierno y Comunicaciones de la Universidad Central de Chile entre los años 2012 y 2019.
En 2019 publicó el libro Gobernar:¿Arte o ciencia? Los problemas de capacidad del Gobierno, un trabajo en que busca evidenciar cómo en gran medida los problemas de eficacia gubernamental tienen más que ver con la idea de que los «pies» andan mal porque la «cabeza» estaría menos preparada que los pies para cumplir sus funciones y propone, en sus palabras, "adoptar una perspectiva mucho más amplia de la hechura de las políticas, que dé cuenta del carácter dinámico y conflictivo del proceso mediante el cual se configura una acción pública frente a una situación social que se pretende transformar."

## Libros
- Gobernabilidad, Instituciones y desarrollo: América Latina y Honduras (INDES-BID, 2004).
- Desafíos para el desarrollo: políticas públicas y sostenibilidad (RIL Editores, 2016).
- Gobernar:¿Arte o ciencia? Los problemas de capacidad del Gobierno (RIL Editores, 2019).